# Platja de Palma Nova
La Platja de Palmanova està a set quilòmetres de Calvià, situada entre Punta Nadala i es Carregador. Aquest arenal forma part del conjunt de tres platges –aquest litoral, Son Maties i es Carregador- que agrupa la urbanització Palmanova, antics terrenys de la possessió de ses Planes que va donar peu a la construcció l'any 1934 de la primera zona residencial d'aquest municipi. Aquesta platja té una extensió de mig quilòmetre i ha necessitat una regeneració artificial per aconseguir l'aspecte actual d'arena fina i blanca, així com les seves dimensions, ja que els corrents marins provoquen modificacions en el seu litoral segons l'època de l'any.
Ofereix al visitant en l'època d'estil un alt percentatge de mitjans i serveis que li procuraran un grau alt de satisfacció. La infraestructura hotelera, és de primer ordre, compta amb molts de mitjans quant a utilització de la platja. Té una oferta addicional d'oci impressionant, esports nàutics, excursions per mar i aire, discoteques, surf, fondeig d'embarcacions, marina, instal·lacions de golf que pràcticament l'envolten, visites a llocs del seu entorn amb ambients habitants...
La urbanització es va iniciar en 1935 (moment que es va substituir el seu nom original de Són Caliu pel de Palma Nova) que va ser unes de les primeres urbanitzacions turístiques que es van construir a l'illa, dintre dels terrenys de l'antiga finca de Ses Planes. El procés es va veure interromput per la Guerra Civil Espanyola i el posterior aïllament del país, fins a la dècada dels seixanta que es va reprendre el desenvolupament urbanístic. Els primers hotels van ser l'Hotel Platja (1957) i l'Hotel Moroco (1959).
El 30 de juliol del 2009, la localitat va sofrir un atemptat terrorista per part d'ETA. Van utilitzar dos cotxes bomba dels quals només un va arribar a explotar, ocasionant la mort de dos guàrdies civils.